# Sebastiaan Verschuren
Sebastiaan Clemens Verschuren (Amsterdam, 7 oktober 1988) is een Nederlands voormalig zwemmer. Zijn specialisatie was de 100 en 200 meter vrije slag. Verschuren trainde bij het NTC Amsterdam onder leiding van Martin Truijens. Verschuren nam deel aan de Olympische Zomerspelen 2012 in Londen en de Olympische Zomerspelen 2016 in Rio de Janeiro.

## Carrière
Verschuren veroverde zijn eerste nationale titel tijdens de Nederlandse kampioenschappen zwemmen 2005 in Amsterdam, later dat jaar debuteerde hij op een internationaal toernooi tijdens de Europese Jeugd Kampioenschappen in Boedapest. Daar zwom hij de 1500m vrije slag. Het jaar daarop zwom hij tijdens de Vlaamse Open Kampioenschappen het Nederlandse Record van Marcel Wouda uit de boeken op de 1500 meter vrije slag. Als tussentijd had hij ook een Nederlands Record op de 800 meter.
Een maand later zwom Verschuren opnieuw een Nederlands record, ditmaal op de 800m vrije slag. Vervolgens zwom hij in de zomer van 2006 tijdens de Europese Jeugd Kampioenschappen op Mallorca de 400m en de 1500m vrije slag, om daarna opnieuw door te reizen naar Boedapest om daar aan de Europese kampioenschappen zwemmen 2006 deel te nemen.
Ondertussen sloot Verschuren zich aan bij het Nationaal Zweminstituut Amsterdam en zwom hij tijdens de Dutch Open Swim Cup een limiet voor de Olympische Spelen van 2008 in Peking voor de 4x200m vrije slag estafette. Tijdens de Europese kampioenschappen zwemmen 2008 in Eindhoven redde de 4x200 meter estafetteploeg het niet, de ploeg eindigde teleurstellend op de negende plaats. Individueel strandde hij in de halve finales van de 200 meter vrije slag. Op de Europese kampioenschappen kortebaanzwemmen 2008 in Rijeka werd Verschuren uitgeschakeld in de series van de 200 en de 400 meter vrije slag.

### 2009-2012
Tijdens de wereldkampioenschappen zwemmen 2009 in Rome eindigde Verschuren als zevende op de 200 meter vrije slag, op de 100 meter vrije slag strandde hij in de series. Samen met Nick Driebergen, Lennart Stekelenburg en Joeri Verlinden werd hij gediskwalificeerd in de series van de 4x100 meter wisselslag. In Istanboel nam Verschuren deel aan de Europese kampioenschappen kortebaanzwemmen 2009, op dit toernooi werd hij uitgeschakeld in de series van de 100 en de 200 meter vrije slag.
Op de Europese kampioenschappen zwemmen 2010 in Boedapest veroverde Verschuren de bronzen medaille op de 200 meter vrije slag, op de 100 meter vrije slag eindigde hij op de zesde plaats. Op de 4x100 meter wisselslag sleepte hij samen met Driebergen, Stekelenburg en Verlinden de bronzen medaille in de wacht, samen met Joost Reijns, Bas van Velthoven en Stefan de Die eindigde hij als zesde op de 4x200 meter vrije slag. 
Tijdens de wereldkampioenschappen zwemmen 2011 in Shanghai eindigde Verschuren als achtste op de 100 meter vrije slag, op de 200 meter vrije strandde hij in de halve finales. Op de 4x100 meter wisselslag eindigde hij samen met Nick Driebergen, Lennart Stekelenburg en Joeri Verlinden op de vijfde plaats.
In 2012 nam Verschuren deel aan de Olympische Zomerspelen in Londen. Hij eindigde als vijfde in de finale van de 100 meter vrije slag en strandde in de halve finales van de 200 meter vrije slag. Samen met Nick Driebergen, Lennart Stekelenburg en Joeri Verlinden eindigde Verschuren als zevende op de 4x100 meter wisselslag. 

### 2013-2016
Op de wereldkampioenschappen zwemmen 2013 in Barcelona werd hij uitgeschakeld in de halve finales van zowel de 100 als de 200 meter vrije slag en in de series van de 50 meter vrije slag. In Herning nam Verschuren deel aan de Europese kampioenschappen kortebaanzwemmen 2013. Op dit toernooi eindigde hij als achtste op de 100 meter vrije slag, op de 200 meter vrije slag strandde hij in de series. Op de gemengde 4x50 meter wisselslag sleepte hij samen met Inge Dekker, Mike Marissen en Ranomi Kromowidjojo de bronzen medaille in de wacht.
Tijdens de Europese kampioenschappen zwemmen 2014 in Berlijn eindigde hij als zesde op de 200 meter vrije slag, daarnaast werd hij uitgeschakeld in de halve finales van de 100 meter vrije slag. Samen met Dion Dreesens, Ferry Weertman en Joost Reijns eindigde hij als vijfde op de 4x200 meter vrije slag, op de 4x100 meter wisselslag eindigde hij samen met Bastiaan Lijesen, Bram Dekker en Joeri Verlinden op de achtste plaats.
Op de Wereldkampioenschappen zwemmen 2015 in Kazan eindigde Verschuren als vijfde op de 200 meter vrije slag, daarnaast strandde hij in de halve finales van de 100 meter vrije slag. Samen met Dion Dreesens, Kyle Stolk en Joost Reijns eindigde hij als zevende op de 4x200 meter vrije slag. Op de gemengde 4x100 meter wisselslag legde hij samen met Joost Reijns, Ranomi Kromowidjojo en Femke Heemskerk beslag op de zilveren medaille.
In Londen nam Verschuren deel aan de Europese kampioenschappen zwemmen 2016. Op dit toernooi werd hij Europees kampioen op de 200 meter vrije slag, op de 100 meter vrije slag veroverde hij de zilveren medaille. Samen met Dion Dreesens, Maarten Brzoskowski en Kyle Stolk sleepte hij de Europese titel in de wacht op de 4x200 meter vrije slag. Op de gemengde 4x100 meter wisselslag legde hij samen met Ben Schwietert, Maud van der Meer en Ranomi Kromowidjojo beslag op de Europese titel.

### Einde carrière
Op het Amsterdamse sportgala op 19 december 2016 werd Verschuren tot Amsterdamse sportman van het jaar uitgeroepen. In zijn dankwoord zei hij: "Ik voel niet meer het vuurtje dat ik altijd heb gevoeld. Een paar weken geleden heb ik besloten te stoppen" en dat hij daarom zijn topsportcarrière beëindigt.

## Resultaten

### Internationale toernooien
| Jaar | Olympische Spelen                                           | WK langebaan                                                                                | WK kortebaan  | EK langebaan                                                                      | EK kortebaan                                                 |
| ---- | ----------------------------------------------------------- | ------------------------------------------------------------------------------------------- | ------------- | --------------------------------------------------------------------------------- | ------------------------------------------------------------ |
| 2006 |                                                             |                                                                                             | geen deelname | 19e 1500m vrije slag                                                              | geen deelname                                                |
| 2007 |                                                             | geen deelname                                                                               |               |                                                                                   | geen deelname                                                |
| 2008 | geen deelname                                               |                                                                                             | geen deelname | 13e 200m vrije slag 9e 4x200m vrije slag                                          | 45e 200m vrije slag 30e 400m vrije slag                      |
| 2009 |                                                             | 31e 100m vrije slag 7e 200m vrije slag DQ 4x100m wisselslag                                 |               |                                                                                   | 50e 100m vrije slag 47e 200m vrije slag                      |
| 2010 |                                                             |                                                                                             | geen deelname | 6e 100m vrije slag · 200m vrije slag · 6e 4x200m vrije slag · 4x100m wisselslag   | geen deelname                                                |
| 2011 |                                                             | 8e 100m vrije slag 9e 200m vrije slag 5e 4x100m wisselslag                                  |               |                                                                                   | geen deelname                                                |
| 2012 | 5e 100m vrije slag 11e 200m vrije slag 7e 4x100m wisselslag |                                                                                             | geen deelname | geen deelname                                                                     | geen deelname                                                |
| 2013 |                                                             | 29e 50m vrije slag 13e 100m vrije slag 9e 200m vrije slag                                   |               |                                                                                   | 8e 100 m vrije slag · 14e 200m vrije slag · 4x50m vrije slag |
| 2014 |                                                             |                                                                                             | geen deelname | 10e 100m vrije slag 6e 200m vrije slag 5e 4x200m vrije slag 8e 4x100m wisselslag  |                                                              |
| 2015 |                                                             | 12e 100m vrije slag · 5e 200m vrije slag · 7e 4x200m vrije slag · 4x100m vrije slag gemengd |               |                                                                                   | geen deelname                                                |
| 2016 | 5-21 augustus                                               |                                                                                             | 6-11 december | 100m vrije slag · 200m vrije slag · 4x200m vrije slag · 4x100m vrije slag gemengd |                                                              |

### Nederlandse kampioenschappen
| Jaar | NK langebaan                                                                                   | NK kortebaan                                           |
| ---- | ---------------------------------------------------------------------------------------------- | ------------------------------------------------------ |
| 2005 | 800m vrije slag · 1500m vrije slag                                                             | 1500m vrije slag                                       |
| 2006 | 6e 200m vrije slag · 400m vrije slag · 800m vrije slag                                         | 8e 200m vrije slag 9e 200m rugslag                     |
| 2007 | 200m vrije slag · 400m vrije slag · 1500m vrije slag                                           | 5e 200m vrije slag · 200m rugslag                      |
| 2008 | 6e 100m vrije slag · 200m vrije slag · 400m vrije slag · 5e 1500m vrije slag · 6e 200m rugslag | serie 200m rugslag                                     |
| 2009 | 100m vrije slag · 200m vrije slag · 400m vrije slag                                            | 200m vrije slag                                        |
| 2010 | 100m vrije slag · 200m vrije slag · 400m vrije slag                                            | geen deelname                                          |
| 2011 | 50m vrije slag · 100m vrije slag · 200m vrije slag · 400m vrije slag                           | 12e 50m vrije slag · 100m vrije slag · 200m vrije slag |

## Persoonlijke records
Bijgewerkt tot en met 16 augustus 2015
Kortebaan
| Afstand         | Tijd    | Datum           | Plaats    |
| --------------- | ------- | --------------- | --------- |
| 100m vrije slag | 47,21   | 7 augustus 2013 | Eindhoven |
| 200m vrije slag | 1.43,25 | 8 augustus 2013 | Eindhoven |
| 400m vrije slag | 3.51,42 | 8 november 2014 | Tilburg   |

Langebaan
| Afstand         | Tijd    | Datum           | Plaats    |
| --------------- | ------- | --------------- | --------- |
| 100m vrije slag | 47,88   | 1 augustus 2012 | Londen    |
| 200m vrije slag | 1.45,69 | 27 juli 2009    | Rome      |
| 400m vrije slag | 3.48,95 | 7 april 2011    | Eindhoven |